# Cratere Pitatus

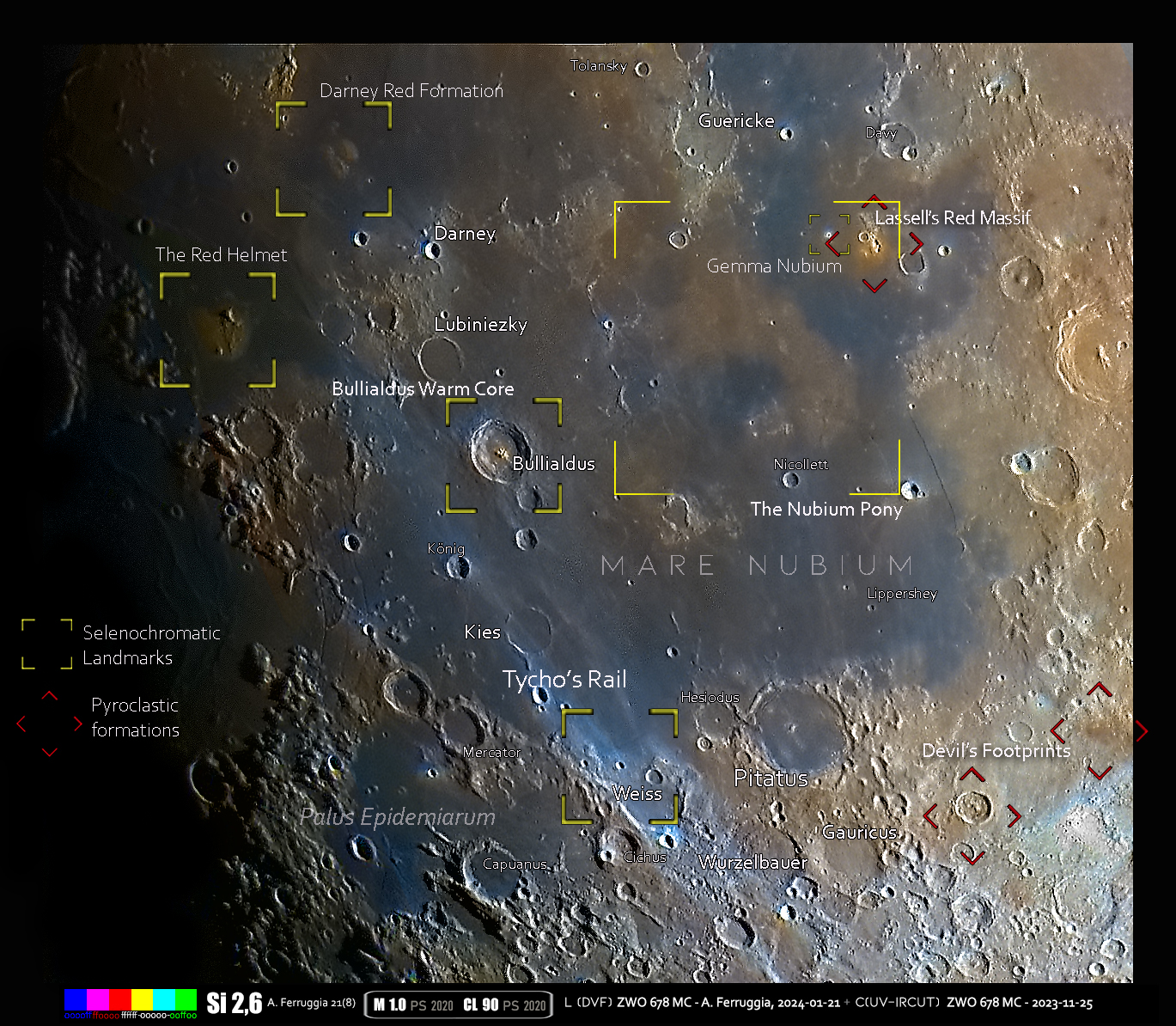
Immagine dell'area del cratere in formato selenocromatico

Pitatus è un grande cratere lunare di 100,63 km situato nella parte sud-occidentale della faccia visibile della Luna.